# 크로체타역
크로체타역 (Crocetta)은 밀라노 지하철 3호선의 역이다. 1990년에 3호선 포르타 로마나 - 첸트랄레 구간이 처음으로 개통될 때 같이 문을 열었다.
크로체타 역은 밀라노 도심에서 최중심부의 바로 외곽에 자리한 크로체타 광장에 위치해 있으며, 카르카노 극장과 카 그란다 부근에 있다. 또한 포르타 로마나 가, 포르타 비젠티나 가, 알폰소 라마르모라 로가 만나는 지점에 있다.
크로체타 역은 3호선 북쪽 구간의 다른 역들처럼 2면 2선 구조로 되어있는 지하 역이다. 초기  계획에서는 역이 자리한 지점에서 시작되는 거리의 이름을 따와 '라마르모라 역'이라 불렀다.

## 환승
크로체타 역 부근에는 ATM이 운영하는 시내-시외버스 정류장과 트램 정거장이 있다.
- 트램 정거장 (Crocetta M3, 16번과 24번)
- 버스 정류장

## 시설
이 역에는 다음과 같은 시설이 있다.
- 장애인 접근시설
- 엘리베이터
- 에스컬레이터
- 매표기
- 역 감시카메라